# Моргунов Олексій Борисович
Олексій Борисович Моргунов (нар. 7 березня 1975, Куп'янськ) — український футболіст, що грав на позиції нападника. Найбільш відомий за виступами у клубах вищої ліги України «Металург» із Запоріжжя, «Металург» з Донецька, та «Сталь» з Алчевська.

## Кар'єра футболіста
Олексій Моргунов народився в Куп'янську, та розпочав виступи у професійному футболі в 1992 році в харківській команді перехідної ліги «Олімпік», у якій зіграв 18 матчів. У 1994 році футболіст отримав запрошення від клубу російської першої ліги «Уралан», у якому грав до кінця року. На початку 1995 року Моргунов перейшов до команди зі свого рідного міста «Оскіл», яка спочатку грала в перехідній лізі, а з початку сезону 1995—1996 років у другій лізі.
На початку сезону 1996—1997 років Олексій Моргунов отримав запрошення від команди української першої ліги «Сталь» з Алчевська. У цій команді футболіст швидко став гравцем основного складу та одним із кращих бомбардирів, відзначившись за 2,5 роки 31 забитим м'ячем у 82 проведених матчах. На початку 1999 року Моргунов перейшов до складу команди вищої ліги «Металург» із Запоріжжя, в якому зіграв 11 матчів та відзначився 3 забитими м'ячами. У наступному сезоні гравець виступав у іншому клубі вищої ліги «Металург» з Донецька, за який зіграв 10 матчів без забитих м'ячів.
У 2000 році Моргунов повернувся до алчевської «Сталі», яка на той час вже вийшла до вищої ліги, хоча лише на один сезон, а далі знову вибула до першої ліги. Проте в свій другий період виступів у алчевському клубі футболіст вже не відзначався такою результативністю, і за 3 роки виступів відзначився лише 3 забитими м'ячами у 80 матчах. Восени 2003 року він перейшов до клубу другої ліги «Сталь» із Дніпродзержинська, а з початку 2004 року грав у складі команди першої ліги «Зоря» з Луганська. У сезоні 2005—2006 років гравець виступав у складі клубу першої ліги «Спартак» із Сум. Сезон 2006—2007 років Олексій Моргунов розпочав у клубі другої ліги «Локомотив» з Дворічної, поте після 4 турів команда знялася з турніру, і футболіст перейшов до клубу першої ліги «Закарпаття» з Ужгорода, де грав до кінця 2006 року, після чого завершив виступи на футбольних полях.